# Triplogyna
Triplogyna es un género de arañas araneomorfas de la familia Linyphiidae. Se encuentra en Sudamérica.

## Lista de especies
Según The World Spider Catalog 12.0:
- Triplogyna ignitula (Keyserling, 1886)
- Triplogyna major Millidge, 1991